# Mormyrus caballus
Mormyrus caballus es una especie de pez elefante eléctrico perteneciente al género Mormyrus en la familia Mormyridae presente en varias cuencas hidrográficas de África, entre ellas la del río Chiloango y los sectores bajos y medios del río Congo, entre otras. Es nativa de República Democrática del Congo y Angola; y puede alcanzar un tamaño aproximado de 50,0 cm.

## Subespecies
Esta especie se caracterizaría por contener al menos cuatro subespecies, a saber:
- Mormyrus caballus asinus Boulenger, 1915
- Mormyrus caballus bumbanus Boulenger, 1909
- Mormyrus caballus caballus Boulenger, 1898
- Mormyrus caballus lualabae Reizer, 1964